# علو كندي
علو كندي هي قرية في مقاطعة مراغة، إيران. عدد سكان هذه القرية هو 17 في سنة 2006.